# Melastomatoideae
Sous-famille
Les Melastomatoideae sont une sous-famille de plantes à fleurs de la famille des Melastomataceae. Le genre type est Melastoma.

## Liste des sous-taxons
- tribu Astronieae
- tribu Bertolonieae
- tribu Blakeeae
- tribu Cambessedesieae
- tribu Cyphostyleae
- tribu Dissochaeteae
- tribu Eriocnemeae
- tribu Henrietteeae
- tribu Kibessieae
- tribu Lithobieae
- tribu Marcetieae
- tribu Melastomateae
- tribu Merianieae
- tribu Miconieae
- tribu Microlicieae
- tribu Rhexieae
- tribu Sonerileae
- tribu Trioleneae